# Саввин, Александр Викторович
Алекса́ндр Ви́кторович Са́ввин (род. 30 января 1973, Астрахань, СССР) — российский религиовед, философ, культуролог, специалист по современному сатанизму, христианской догматике и ересеологии. Доктор философских наук, профессор. Член Экспертного совета по проведению государственной религиоведческой экспертизы при Министерстве юстиции РФ.

## Биография
Окончил Астраханский государственный педагогический институт с квалификацией «учитель истории».
Доцент и заведующий кафедрой культурологии и религиоведения факультета межкультурных коммуникаций и заместитель директора Астраханского филиала Южно-Российского гуманитарного института.
Профессор кафедры философии религии и религиозных аспектов культуры Богословского факультета Православного Свято-Тихоновского гуманитарного университета.
Профессор кафедры теологии Гуманитарного факультета Российского государственного социального университета.
Профессор кафедры мировой культуры Московского государственного лингвистического университета. Ранее также заведовал этой кафедрой.

## Общественная деятельность
Член Общественного совета при Управлении Министерства юстиции Российской Федерации по Астраханской области.
С 3 марта 2009 года — член Экспертного совета по проведению государственной религиоведческой экспертизы при Министерстве юстиции Российской Федерации
26 марта 2010 года принял участие заседании методического объединения заместителей директоров ССУЗов по воспитательной работе на тему «Профилактика экстремизма в молодёжной среде», где выступил с докладом «Профилактика религиозного экстремизма в молодёжной среде»

## Научная деятельность
В 1999 году в Российской академии государственной службы при Президенте Российской Федерации под научным руководством доктора философских наук, профессора и заведующего кафедрой религиоведения Российской академии государственной службы при Президенте РФ Н. А. Трофимчука защитил диссертацию на соискание учёной степени кандидата философских наук по теме «Современный сатанизм: идейные истоки, доктрина, практика» (специальность 09.00.06 — философия религии).
В 2009 году в Нижегородском государственном архитектурно-строительном университете защитил диссертацию на соискание учёной степени доктора философских наук по теме «Становление религиозной культуры раннехристианского периода: диалектика альтернативности» (специальность 24.00.01 — теория и история культуры). Научный консультант — доктор философских наук, профессор кафедры социологии Волгоградского государственного университета О. Н. Сгибнева. Официальные оппоненты — доктор философских наук, профессор А. В. Дахин, доктор философских наук, профессор О. В. Парилов,
доктор философских наук, профессор А. С. Тимощук. Ведущая организация — Нижегородский государственный педагогический университет.
16—17 ноября 2011 года принял участие в XXII Ежегодной богословской конференции ПСТГУ «Актуальные проблемы истории Русской Православной Церкви в XX веке. Поиски моделей церковно-государственных отношений в России в первые послереволюционные годы», где совместно с доктором исторических наук П. Н. Грюнбергом (Пушкинская комиссия РАН) выступил с докладом «Церковно-государственные отношения в 1917 г. Общероссийский и региональный аспект».

## Научные труды

### Монографии
- Саввин, А. В. История Астраханского края: монография / А. В. Саввин [и др.]; под. ред. Н. М. Ушакова. — Астрахань: Изд-во АГПУ, 2000. — 1120 с.
- Саввин, А. В. Астраханская епархия начала XX века: некоторые аспекты внутрицерковной истории; Основные положения государственно-церковных отношений 1960—2002 гг. / А. А. Баранец, свящ. Иосиф Марьян, А. В. Саввин // Очерки истории Астраханской Епархии за 400 лет её существования: в 2 т. Т. 2. — Ростов н/Д.: Фолиант, 2002. — С. 43-56, 225—271.
- Саввин, А. В. Новая феноменология духа: монография / А. В. Саввин [и др.]; под. ред. П. Л. Карабущенко. — М.: Прометей, 2004. — 180 с.
- Саввин, А. В. Богу, Церкви, Людям / А. В. Саввин [и др]. — Ростов н/Д.: Фолиант, 2007. — С. 15-133.
- Величко А. М., Саввин А. В., Силантьев Р. А. Учимся соблюдать законы: Научно-популярная брошюра. — М.: Издательский центр РГУ нефти и газа имени И. М. Губкина, 2012. — 55 с.

### Статьи
- Саввин, А. В. Культы нетрадиционные (новые) // Новые религиозные культы, движения и организации в России: слов.-справ. / А. В. Саввин [и др]; под ред. Н. А. Трофимчука. — М.: РАГС, 1998. — С. 122—123.
- Саввин, А. В. Зелёный орден // Новые религиозные культы, движения и организации в России: слов.-справ. / А. В. Саввин [и др]; под ред. Н. А. Трофимчука. — М.: РАГС, 1998. — С. 137—140.
- Саввин, А. В. Кроули Алистер // Новые религиозные культы, движения и организации в России: слов.-справ. / А. В. Саввин [и др]; под ред. Н. А. Трофимчука. — М.: РАГС, 1998. — С. 140—141.
- Саввин, А. В. Ла Вей Антон Шандор // Новые религиозные культы, движения и организации в России: слов.-справ. / А. В. Саввин [и др]; под ред. Н. А. Трофимчука. — М.: РАГС, 1998. — С. 142—144
- Саввин, А. В. Неохристианство // Новые религиозные культы, движения и организации в России: слов.-справ. / А. В. Саввин [и др]; под ред. Н. А. Трофимчука. — М.: РАГС, 1998. — С. 159—160.
- Саввин, А. В. Хаббард Л. Рон // Новые религиозные культы, движения и организации в России: слов.-справ. / А. В. Саввин [и др]; под ред. Н. А. Трофимчука. — М.: РАГС, 1998. — С. 279—281.
- Саввин, А. В. Церковь «Нави» // Новые религиозные культы, движения и организации в России: слов.-справ. / А. В. Саввин [и др]; под ред. Н. А. Трофимчука. — М.: РАГС, 1998. — С. 297—298,
- Саввин, А. В. Церковь сатаны // Новые религиозные культы, движения и организации в России: слов.-справ. / А. В. Саввин [и др]; под ред. Н. А. Трофимчука. — М.: РАГС, 1998. — С. 320—324.
- Саввин, А. В. «Южный крест» // Новые религиозные культы, движения и организации в России: слов.-справ. / А. В. Саввин [и др]; под ред. Н. А. Трофимчука. — М.: РАГС, 1998. — С. 338—342.
- Саввин, А. В. Священное Писание как источник христианского церковного права / А. В. Саввин // Проблемы межкультурных коммуникаций: история и современность: материалы науч.-практ. конф. — Астрахань, 2000. — С. 43-45.
- Саввин, А. В. К вопросу о «толерантной» динамике развития межконфессиональных отношений / А. В. Саввин // Развитие и взаимодействие национальных культур как фактор стабильности межэтнических отношений в полиэтническом регионе: материалы всерос. науч.-практ. конф. " / Астрах. гос. пед. ун-т. — Астрахань, 2000. — С. 162—165.
- Саввин, А. В. Религиозное право как социально-исторический феномен / А. В. Саввин, А. А. Баранец // Проблемы экономики и права в социально-историческом аспекте: межвуз. сб. науч. ст. / Южно-Рос. гуманитар. ин-т. — Ростов н/Д., 2000. — С. 257—268.
- Саввин, А. В. Предпосылки правовой регламентации отношения Церкви к еретическим движениям в раннем христианстве / А. В. Саввин // Человек в современных философских концепциях: материалы второй междунар. науч. конф. / Волгогр. гос. ун-т. — Волгоград, 2000. — Ч. 2. — С. 286—290.
- Саввин, А. В. Астраханская область, религия, Русская Православная церковь, Русская Православная церковь за границей, Католическая церковь, Армянская Апостольская церковь, протестантизм, ислам, буддизм, иудаизм, секты и новые религиозные движения / А. В. Саввин // Православная энциклопедия. — М., 2001. — Т. III — С. 643—645.
- Саввин А.В., Агеева Е. А. Астраханская область // Православная энциклопедия. — М., 2001. — Т. III : Анфимий — Афанасий. — С. 643-645. — 752 с. — 40 000 экз. — ISBN 5-89572-008-0.
- «Саввин А. В.» Философско-догматические и правовые аспекты христианской категории ересь / А. В. Саввин // Духовность и образ мира: наука и религия: сб. науч. ст. / Южно-Рос. гуманитар. ин-т. — Ростов н/Дону, 2001. — С. 110—118.
- Саввин, А. В. Определение степени схизмы движения новатиан в контексте постановлений Вселенских Соборов и экклесиологических проблем III—IV вв. / А. В. Саввин // Рационализм и культура на пороге третьего тысячелетия: материалы III Рос. филос. конгр. / Северо-Кавказ. науч. центр высш. шк. — Ростов н/Д., 2002. — С.415-417.
- Саввин, А. В. Межрелигиозная толерантность в рамках религиозной безопасности в поликонфессиональном регионе / А. В. Саввин, А. А. Баранец // Рационализм и культура на пороге третьего тысячелетия: материалы III Рос. филос. конгр. / Северо-Кавказ. науч. центр высш. шк. — Ростов н/Д., 2002. — Т. III. — С. 394—395.
- Саввин, А. В. Христианство в Нижнем Поволжье: Астраханская область / А. В. Саввин // Мир православия: сб. науч. ст. / Волгогр. гос. ун-т. — Волгоград, 2002. — С. 360—369.
- Саввин, А. В. Толерантность в межкультурных коммуникациях: необходимость развития и ограничения / А. В. Саввин, А. А. Баранец // Гуманитарность. Коммуникации. Толерантность: межвуз. сб. науч. ст. — Ростов н/Д., 2003. — Т. 1. — С. 6-17.
- Саввин, А. В. Судьба России в жизни Астраханских святителей (митрополит Иосиф Астраханский и архиепископ Митрофан (Краснопольский) / А. В. Саввин, А. А. Баранец, Иосиф (Марьян) // Южнороссийское обозрение. Вып. 20. Православие в исторических судьбах Юга России: сб. науч. ст. / Северо-Кавказ. науч. центр высш. шк. — Изд. 2-е доп. — Ростов н/Д., 2004. — С. 31-52.
- Саввин, А. В. Религиозное право — социально-исторический феномен А. В. Саввин // Молодёжь и православие: материалы и док. науч.-практ. конф. — М., 2004. — С. 20-26.
- Саввин, А. В. Религиозно-философская классификация христианских ересей I—V вв. / А. В. Саввин // Философия и будущее цивилизации: материалы докл. и выступлений IV Рос. филос. конгр. — М., 2005. — Т. 2. — С. 594.
- Саввин, А. В. Догматические причины осуждения догматики маркионитов в эпоху Вселенских соборов / А. В. Саввин // Сб. науч.-практ. конф. Наука и образование-гуманитарный потенциал развития общества / Южно-Рос. гуманитар. ин-т. — Ростов н/Д., 2006. — С. 236—240.
- Саввин, А. В. Гангрский Поместный собор как пример антиеретической деятельности христианской церкви / А. В. Саввин // Сб. науч. ст. Проблемы межкультурной коммуникации: история и современность/ Южно-Рос. гуманитар. ин-т. — Ростов н/Д., 2006. — С.75-78.
- Саввин, А. В. Об организации и основных направлениях деятельности Астраханского Кирилло-Мефодиевского Православного Братства // А. В. Саввин // Вестник Волгогр. гос. ун-та. Сер.9 — Волгоград: ВолГУ, 2007. — С.74-79.
- Саввин, А. В. Феномен самообожествления религиозных лидеров в раннехристианских ересях (на примере симонианства) / А. В. Саввин // Человек в современных философских концепциях: ст. междунар. конф. Волгогр. гос. ун-т. Т. 3. — 2007. — С. 520—524.
- Саввин, А. В. К вопросу о заимствовании религиозным объединением «Свидетели Иеговы» некоторых аспектов догматики ересей эпохи Вселенских соборов / А. В. Саввин // Проблемы межкультурной коммуникации: история и современность. Сборник науч. ст. науч.-практ. конф. — Астрахань, 2007. — С. 78-85.
- Саввин, А. В. О специфике богословской аргументации и реконструкции процедуры обсуждения арианства на I Вселенском Соборе (Никейском) // А. В. Саввин // Гуманитар. и социал.-экон. науки. — 2006. — № 10. — С. 36-42.
- Саввин, А. В. Богословские проблемы II Вселенского Собора Константинопольского / А. В. Саввин // Вестн. Астрах. гос. тех. ун-та. — 2006. — № 5. — С. 24-33.
- Саввин, А. В. К вопросу об актуальности понятия «церковно-правовое поле» эпохи Вселенских Соборов в анализе современной религиозной ситуации / А. В. Саввин // Изв. вузов. Северо-Кавказ. регион. — 2006. — № 4. — С. 8-17.
- Саввин, А. В. К вопросу о принципах церковно-правовой регламентации отношения христианской церкви к еретическим течениям эпохи Вселенских Соборов / А. В. Саввин // Изв. вузов. Северо-Кавказ. регион. — 2007. — № 4. — С. 59-64.
- Саввин, А. В. Основные аспекты догматической полемики в христианской церкви в эпоху I—II Вселенского собора / А. В. Саввин // Вопросы культурологии. — 2007. — № 5. — С. 28-32.
- Саввин, А. В. Антиеретическая деятельность Карфагенского Поместного и III Вселенского соборов / А. В. Саввин // Вопросы культурологии. — 2007. — № 9. — С. 20-24.
- Саввин, А. В. Ереси, осужденные Церковью в период с I до II Вселенского Соборов: основные положения вероучения и степень «отпадения» / А. В. Саввин // Вопросы культурологии. — 2008. — № 9. — С. 31-34.
- Саввин, А. В. Отражение в церковном праве борьбы христианской церкви с ересями / А. В. Саввин // Вопросы культурологии. — 2008. — № 12. — С. 17-19.
- Саввин, А. В. Патриотический контекст в отечественных гуманитарных исследованиях на примере «России и Европы» (к 190-летию Н. Я. Данилевского) // Вестник ПСТГУ I:2 (40). — М., Изд-во ПСТГУ, 2012 г.